# Turku Science Park
Turku Science Park to związek środowisk biznesowo-uczelnianych w mieście Turku w Finlandii. Zajmuje się wspieraniem rozwoju badań nad biotechnologią i technikami komputerowymi. Należy do niego 300 firm z Turku, włączając w to takie firmy jak Nokia i Fujitsu. W projektach uczestniczą także Uniwersytet Turku i Politechnika Turku.